# Canton du Pays de Lafayette
Le canton du Pays de Lafayette est une circonscription électorale française du département de la Haute-Loire.

## Histoire
Un nouveau découpage territorial de la Haute-Loire entre en vigueur à l'occasion des premières élections départementales suivant le décret du 17 février 2014. Les conseillers départementaux sont, à compter de ces élections, élus au scrutin majoritaire binominal mixte. Les électeurs de chaque canton élisent au Conseil départemental, nouvelle appellation du Conseil général, deux membres de sexe différent, qui se présentent en binôme de candidats. Les conseillers départementaux sont élus pour 6 ans au scrutin binominal majoritaire à deux tours, l'accès au second tour nécessitant 12,5 % des inscrits au 1er tour. En outre la totalité des conseillers départementaux est renouvelée. Ce nouveau mode de scrutin nécessite un redécoupage des cantons dont le nombre est divisé par deux avec arrondi à l'unité impaire supérieure si ce nombre n'est pas entier impair, assorti de conditions de seuils minimaux. Dans la Haute-Loire, le nombre de cantons passe ainsi de 35 à 19.
Le canton du Pays de Lafayette est formé de communes des anciens cantons de Lavoûte-Chilhac (13 communes), de Paulhaguet (19 communes), de Pinols (3 communes), de Brioude-Sud (2 communes), de Blesle (1 commune), de Langeac (2 communes) et de Brioude-Nord (1 commune). Il est entièrement inclus dans l'arrondissement de Brioude. Le bureau centralisateur est situé à Mazeyrat-d'Allier.

## Représentation
| Période élective | Période élective | Mandat | Mandat   | Identité           | Nuance | Nuance | Qualité |
| ---------------- | ---------------- | ------ | -------- | ------------------ | ------ | ------ | --- |
| 2015             | 2021             | 2015   | 2021     | Annie Ricoux       |        | DVD    | Adjointe au maire de Saint-Didier-sur-Doulon |
| 2015             | 2021             | 2015   | 2021     | Jean-Pierre Vigier |        | MoDem  | Ancien conseiller général du Canton de Lavoûte-Chilhac Ancien maire de Lavoûte-Chilhac Vice-président du Conseil départemental chargé de l’agriculture, de la ruralité, des services aux publics Président de la CAO |
| 2021             | 2028             | 2021   | en cours | Annie Ricoux       |        | DVD    | Conseillère sortante |
| 2021             | 2028             | 2021   | en cours | Mikaël Vacher      |        | DVD    | Agriculteur, maire de Chassagnes |

### Résultats détaillés

#### Élections de mars 2015
À l'issue du 1er tour des élections départementales de 2015, deux binômes sont en ballotage : Annie Ricoux et Jean-Pierre Vigier (Union de la Droite, 41,32 %) et Jacques Cardaire et Christine Girard (FN, 16,5 %). Le taux de participation est de 54,11 % (4 598 votants sur 8 497 inscrits) contre 53,67 % au niveau départemental et 50,17 % au niveau national.
Au second tour, Annie Ricoux et Jean-Pierre Vigier (Union de la Droite) sont élus avec 76,52 % des suffrages exprimés et un taux de participation de 52,43 % (2 894 voix pour 4 454 votants et 8 495 inscrits).

#### Élections de juin 2021
Le premier tour des élections départementales de 2021 est marqué par un très faible taux de participation (33,26 % au niveau national). Dans le canton du Pays de Lafayette, ce taux de participation est de 45,87 % (3 765 votants sur 8 208 inscrits) contre 40,17 % au niveau départemental. À l'issue de ce premier tour,  le binôme constitué de Annie Ricoux et Mikaël Vacher (DVD , 71,05 %), est élu avec 71,05 % des suffrages exprimés.

## Composition
Le canton du Pays de Lafayette comprend quarante-et-une communes entièrement.
| Nom                                       | Code Insee | Intercommunalité            | Superficie (km2) | Population (dernière pop. légale) | Densité (hab./km2) | Modifier                                    |
| ----------------------------------------- | ---------- | --------------------------- | ---------------- | --------------------------------- | ------------------ | ------------------------------------------- |
| Mazeyrat-d'Allier (bureau centralisateur) | 43132      | CC des Rives du Haut Allier | 44,95            | 1 426 (2022)                      | 32                 | modifier les données · modifier les données |
| Ally                                      | 43006      | CC des Rives du Haut Allier | 31,13            | 124 (2022)                        | 4,0                | modifier les données · modifier les données |
| Arlet                                     | 43009      | CC des Rives du Haut Allier | 5,78             | 24 (2022)                         | 4,2                | modifier les données · modifier les données |
| Aubazat                                   | 43011      | CC des Rives du Haut Allier | 16,38            | 177 (2022)                        | 11                 | modifier les données · modifier les données |
| Blassac                                   | 43031      | CC des Rives du Haut Allier | 12,56            | 129 (2022)                        | 10                 | modifier les données · modifier les données |
| Cerzat                                    | 43044      | CC des Rives du Haut Allier | 10,41            | 212 (2022)                        | 20                 | modifier les données · modifier les données |
| Chassagnes                                | 43063      | CC des Rives du Haut Allier | 12,24            | 158 (2022)                        | 13                 | modifier les données · modifier les données |
| Chastel                                   | 43065      | CC des Rives du Haut Allier | 27,69            | 116 (2022)                        | 4,2                | modifier les données · modifier les données |
| Chavaniac-Lafayette                       | 43067      | CC des Rives du Haut Allier | 8,41             | 270 (2022)                        | 32                 | modifier les données · modifier les données |
| Chilhac                                   | 43070      | CC des Rives du Haut Allier | 4,11             | 173 (2022)                        | 42                 | modifier les données · modifier les données |
| La Chomette                               | 43072      | CC des Rives du Haut Allier | 6,90             | 147 (2022)                        | 21                 | modifier les données · modifier les données |
| Collat                                    | 43075      | CC des Rives du Haut Allier | 10,22            | 74 (2022)                         | 7,2                | modifier les données · modifier les données |
| Couteuges                                 | 43079      | CC des Rives du Haut Allier | 10,34            | 286 (2022)                        | 28                 | modifier les données · modifier les données |
| Cronce                                    | 43082      | CC des Rives du Haut Allier | 16,15            | 70 (2022)                         | 4,3                | modifier les données · modifier les données |
| Domeyrat                                  | 43086      | CC des Rives du Haut Allier | 9,57             | 173 (2022)                        | 18                 | modifier les données · modifier les données |
| Ferrussac                                 | 43094      | CC des Rives du Haut Allier | 17,08            | 76 (2022)                         | 4,4                | modifier les données · modifier les données |
| Frugières-le-Pin                          | 43100      | CC Brioude Sud Auvergne     | 11,57            | 182 (2022)                        | 16                 | modifier les données · modifier les données |
| Javaugues                                 | 43105      | CC Brioude Sud Auvergne     | 6,98             | 177 (2022)                        | 25                 | modifier les données · modifier les données |
| Jax                                       | 43106      | CC des Rives du Haut Allier | 11,93            | 143 (2022)                        | 12                 | modifier les données · modifier les données |
| Josat                                     | 43107      | CC des Rives du Haut Allier | 12,44            | 82 (2022)                         | 6,6                | modifier les données · modifier les données |
| Lavoûte-Chilhac                           | 43118      | CC des Rives du Haut Allier | 3,61             | 255 (2022)                        | 71                 | modifier les données · modifier les données |
| Lubilhac                                  | 43125      | CC Brioude Sud Auvergne     | 24,09            | 102 (2022)                        | 4,2                | modifier les données · modifier les données |
| Mazerat-Aurouze                           | 43131      | CC des Rives du Haut Allier | 16,35            | 190 (2022)                        | 12                 | modifier les données · modifier les données |
| Mercœur                                   | 43133      | CC des Rives du Haut Allier | 27,51            | 148 (2022)                        | 5,4                | modifier les données · modifier les données |
| Montclard                                 | 43139      | CC des Rives du Haut Allier | 9,58             | 53 (2022)                         | 5,5                | modifier les données · modifier les données |
| Paulhaguet                                | 43148      | CC des Rives du Haut Allier | 11,23            | 855 (2022)                        | 76                 | modifier les données · modifier les données |
| Saint-Austremoine                         | 43169      | CC des Rives du Haut Allier | 11,55            | 52 (2022)                         | 4,5                | modifier les données · modifier les données |
| Saint-Beauzire                            | 43170      | CC Brioude Sud Auvergne     | 23,46            | 453 (2022)                        | 19                 | modifier les données · modifier les données |
| Saint-Cirgues                             | 43175      | CC des Rives du Haut Allier | 13,62            | 164 (2022)                        | 12                 | modifier les données · modifier les données |
| Saint-Didier-sur-Doulon                   | 43178      | CC des Rives du Haut Allier | 34,14            | 196 (2022)                        | 5,7                | modifier les données · modifier les données |
| Saint-Georges-d'Aurac                     | 43188      | CC des Rives du Haut Allier | 17,42            | 473 (2022)                        | 27                 | modifier les données · modifier les données |
| Saint-Ilpize                              | 43195      | CC Brioude Sud Auvergne     | 11,81            | 193 (2022)                        | 16                 | modifier les données · modifier les données |
| Saint-Just-près-Brioude                   | 43206      | CC Brioude Sud Auvergne     | 46,94            | 397 (2022)                        | 8,5                | modifier les données · modifier les données |
| Saint-Préjet-Armandon                     | 43219      | CC des Rives du Haut Allier | 8,47             | 110 (2022)                        | 13                 | modifier les données · modifier les données |
| Saint-Privat-du-Dragon                    | 43222      | CC des Rives du Haut Allier | 21,66            | 166 (2022)                        | 7,7                | modifier les données · modifier les données |
| Sainte-Eugénie-de-Villeneuve              | 43183      | CC des Rives du Haut Allier | 6,11             | 107 (2022)                        | 18                 | modifier les données · modifier les données |
| Sainte-Marguerite                         | 43208      | CC des Rives du Haut Allier | 5,39             | 37 (2022)                         | 6,9                | modifier les données · modifier les données |
| Salzuit                                   | 43232      | CC des Rives du Haut Allier | 8,05             | 333 (2022)                        | 41                 | modifier les données · modifier les données |
| Vals-le-Chastel                           | 43250      | CC des Rives du Haut Allier | 3,99             | 39 (2022)                         | 9,8                | modifier les données · modifier les données |
| Villeneuve-d'Allier                       | 43264      | CC des Rives du Haut Allier | 14,31            | 281 (2022)                        | 20                 | modifier les données · modifier les données |
| Vissac-Auteyrac                           | 43013      | CC des Rives du Haut Allier | 17,10            | 300 (2022)                        | 18                 | modifier les données · modifier les données |
| Canton du Pays de Lafayette               | 4310       |                             | 623,23           | 9 123 (2022)                      | 15                 | modifier les données                        |

## Démographie
En 2022, le canton comptait 9 123 habitants, en évolution de −2,58 % par rapport à 2016 (Haute-Loire : +0,36 %, France hors Mayotte : +2,11 %).
| 2013  | 2018  | 2022  |
| ----- | ----- | ----- |
| 9 452 | 9 313 | 9 123 |